# جائزة غولدن غلوب لأفضل ممثل في مسلسل موسيقي أو كوميدي
جائزة غولدن غلوب لأفضل ممثل في مسلسل موسيقي أو كوميدي هي إحدى فئات جوائز غولدن غلوب التي بدأ منحها في 1969 واستمرت حتى اليوم.

## الفائزون والمرشحون

### عقد الستينات (1960)
1969: دان دايلي - The Governor & J.J
- دين مارتن - The Dean Martin Show
- غلين كامبل - The Glen Campbell Goodtime Hour
- جيم نابورز - The Jim Nabors Hour
- توم جونز - This Is Tom Jones

### عقد السبعينات (1970)
1970: فيليب ويلسون - The Flip Wilson Show
- مارشيل برنادي - Arnie
- ديفيد فروست - The David Frost Show
- ميرف غريفن - The Merv Griffin Show
- داني توماسن - The Danny Thomas Show

1971: كارول أوكونور - All in the Family
- مارشيل برنادي - Arnie
- فيليب ويلسون - The Flip Wilson Show
- ديك فان دايك - The New Dick Van Dyke Show
- جاك كلوغمان - The Odd Couple

1972: ريد فوكس - Sanford and Son
- ألن ألدا - M*A*S*H
- بيل غوسبي - The New Bill Cosby Show
- باول ليندي - The Paul Lynde Show
- كارول أوكونور - All in the Family
- فيليب ويلسون - The Flip Wilson Show

1973: جاك كلوغمان - The Odd Couple
- ألن ألدا - M*A*S*H
- دوم دي لويس - Lotsa Luck
- ريد فوكس - Sanford and Son
- كارول أوكونور - All in the Family

1974: ألن ألدا - M*A*S*H
- إدوارد أسنر - The Mary Tyler Moore Show
- ريد فوكس - Sanford and Son
- بوب نيوهارت - The Bob Newhart Show
- كارول أوكونور - All in the Family

1975: ألن ألدا - M*A*S*H
- جوني كارسون - The Tonight Show Starring Johnny Carson
- ريد فوكس - Sanford and Son
- هل لندن - Barney Miller
- بوب نيوهارت - The Bob Newhart Show
- كارول أوكونور - All in the Family

1976: هنري وينكلر - Happy Days
- ألن ألدا - M*A*S*H
- مايكل كوستنتين - Sirota's Court
- سامي ديفيز - Sammy and Company
- هل لندن - Barney Mille
- فردي برنز - Chico and the Man
- توني راندال - The Tony Randall Show

1977: هنري وينكلر - Happy Days
1977: رون هوارد - Happy Days
- ألن ألدا - M*A*S*H
- هل لندن - Barney Mille
- كارول أوكونور - All in the Family

1978: روبن ويليامز - Mork & Mindy
- ألن ألدا - M*A*S*H
- غيفن ماكليود - The Love Boat
- جاد هيرش - Taxi
- جون ريتر - Three's Company

1979: ألن ألدا - M*A*S*H
- جاد هيرش - Taxi
- ويلفرد هايد وايد - The Associates
- جون ريتر - Three's Company
- روبن ويليامز - Mork & Mindy

### عقد الثمانينات (1980)
1980: ألن ألدا - M*A*S*H
- جاد هيرش - Taxi
- هل لندن - Barney Mille
- غيفن ماكليود - The Love Boat
- واين روجرز - House Calls

1981: ألن ألدا - M*A*S*H
- جيمس غارنر - Bret Maverick
- جاد هيرش - Taxi
- غيفن ماكليود - The Love Boat
- توني راندال - Love, Sidney

1982: ألن ألدا - M*A*S*H
- روبرت جويلامي - Benson
- جاد هيرش - Taxi
- بوب نيوهارت - Newhart
- توني راندال - Love, Sidney

1983: جون ريتر - Three's Company
- دابني كولمان - Buffalo Bill
- تيد دانسون - Cheers
- بوب نيوهارت - Newhart
- روبرت جويلامي - Benson

1984: بيل غوسبي - The New Bill Cosby Show
- تيد دانسون - Cheers
- روبرت جويلامي - Benson
- بوب نيوهارت - Newhart
- شرمن همسلي - The Jeffersons

1985: بيل غوسبي - The New Bill Cosby Show
- بوب نيوهارت - Newhart
- طوني دانزا - Who's the Boss
- مايكل جي فوكس - Family Ties
- بروس ويلس - Moonlighting

1986: بروس ويلس - Moonlighting
- بيل غوسبي - The New Bill Cosby Show
- تيد دانسون - Cheers
- طوني دانزا - Who's the Boss
- مايكل جي فوكس - Family Ties

1987: دابني كولمان - The Slap Maxwell Story
- مايكل جي فوكس - Family Ties
- جون ريتر - Hooperman
- بروس ويلس - Moonlighting
- آلن ثيك - Growing Pains

1988: مايكل جي فوكس - Family Ties
1988: جاد هيرش - Dear John
1988: ريتشارد مالجان - Empty Nest
- تيد دانسون - Cheers
- جون غودمان - روزان

1989: تيد دانسون - Cheers
- جون غودمان - روزان
- جاد هيرش - Dear John
- ريتشارد مالجان - Empty Nest
- فريد سافاج - The Wonder Years

### عقد التسعينات (1990)
1990: تيد دانسون - Cheers
- جون غودمان - روزان
- ريتشارد مالجان - Empty Nest
- بيرت رينولدز - Evening Shade
- فريد سافاج - The Wonder Years

1991: بيرت رينولدز - Evening Shade
- تيد دانسون - Cheers
- نيل باتريك هاريس - Doogie Howser, M.D
- كريج تي نيلسون - Coach
- إد أونيل - متزوج ولدي أطفال

1992: جون غودمان - روزان
- تيم ألين - Home Improvement
- تيد دانسون - Cheers
- كريج تي نيلسون - Coach
- إد أونيل - متزوج ولدي أطفال
- بيرت رينولدز - Evening Shade
- ويل سميث - أمير بيل إير الحيوي

1993: جيري ساينفيلد - ساينفيلد
- تيم ألين - Home Improvement
- كيلسي جرامر - فرايجر
- كريج تي نيلسون - Coach
- ويل سميث - أمير بيل إير الحيوي

1994: تيم ألين - Home Improvement
- كيلسي جرامر - فرايجر
- كريج تي نيلسون - Coach
- جيري ساينفيلد - ساينفيلد
- بول ريزر - ماد أباوت يو
- جاري شاندلينغ - The Larry Sanders Show

1995: كيلسي جرامر - فرايجر
- تيم ألين - Home Improvement
- بول ريزر - ماد أباوت يو
- جيري ساينفيلد - ساينفيلد
- جاري شاندلينغ - The Larry Sanders Show

1996: جون ليثغو - ثالث كوكب بعد الشمس
- تيم ألين - Home Improvement
- مايكل جي فوكس - Spin City
- كيلسي جرامر - فرايجر
- بول ريزر - ماد أباوت يو

1997: مايكل جي فوكس - Spin City
- كيلسي جرامر - فرايجر
- جون ليثغو - ثالث كوكب بعد الشمس
- بول ريزر - ماد أباوت يو
- جيري ساينفيلد - ساينفيلد

1998: مايكل جي فوكس - Spin City
- توماس غيبسون - دراما وغريغ
- كيلسي جرامر - فرايجر
- جون ليثغو - ثالث كوكب بعد الشمس
- جورج سيغال - أطلق الرصاص علي!

1999: مايكل جي فوكس - Spin City
- توماس غيبسون - دراما وغريغ
- جورج سيغال - أطلق الرصاص علي!
- إيريك ماكورميك - ويل وغريس
- راي رومانو - الجميع يحب رايموند

### عقد الألفيّة الجديدة (2000)
2000: كيلسي جرامر - فرايجر
- تيد دانسون - بيكر
- إيريك ماكورميك - ويل وغريس
- فرانكي مونيز - مالكوم في الوسط
- راي رومانو - الجميع يحب رايموند

2001: تشارلي شين - Spin City
- توم كافنا - إد
- كيلسي جرامر - فرايجر
- إيريك ماكورميك - ويل وغريس
- فرانكي مونيز - مالكوم في الوسط

2002: توني شلهوب - مونك
- لاري ديفيد - اكبح حماسك
- مات لوبلان - فريندز
- بيرني ماك - بيرني ماك شو
- إيريك ماكورميك - ويل وغريس

2003: ريكي جيرفيه - المكتب
- مات لوبلان - فريندز
- بيرني ماك - بيرني ماك شو
- إيريك ماكورميك - ويل وغريس
- توني شلهوب - مونك

2004: جيسون بيتمان - Arrested Development
- زاك براف - سكرابز
- لاري ديفيد - اكبح حماسك
- مات لوبلان - جوي
- توني شلهوب - مونك
- تشارلي شين - رجلان ونصف

2005: ستيف كارل - المكتب
- زاك براف - سكرابز
- لاري ديفيد - اكبح حماسك
- تشارلي شين - رجلان ونصف
- جايسون لي - اسمي إيرل

2006: أليك بالدوين - 30 روك
- زاك براف - سكرابز
- ستيف كارل - المكتب
- جايسون لي - اسمي إيرل
- توني شلهوب - مونك

2007: ديفيد دشوفني - Californication
- أليك بالدوين - 30 روك
- ستيف كارل - المكتب
- ريكي جيرفيه - Extras
- لي بيس - بوشنغ ديزيز

2008: أليك بالدوين - 30 روك
- ستيف كارل - المكتب
- ديفيد دشوفني - Californication
- توني شلهوب - مونك
- كيفن كونولي - انتوراج

2009: أليك بالدوين - 30 روك
- ستيف كارل - المكتب
- ديفيد دشوفني - Californication
- توماس جين - Hung
- ماثيو موريسون - غلي

### عقد 2010
2010: جيم بارسنز - نظرية الانفجار العظيم
- أليك بالدوين - 30 روك
- ستيف كارل - المكتب
- توماس جين - Hung
- ماثيو موريسون - غلي

2011: مات لوبلان - Episodes
- أليك بالدوين - 30 روك
- ديفيد دشوفني - Californication
- جوني غالكي - نظرية الانفجار العظيم
- توماس جين - Hung

2012: دون شيدل - بيت الأكاذيب
- أليك بالدوين - 30 روك
- مات لوبلان - Episodes
- لويس سيكيلي - لوي
- جيم بارسنز - نظرية الانفجار العظيم

2013: أندي سامبيرج - Brooklyn Nine-Nine
- جيسون بيتمان - Arrested Development
- دون شيدل - بيت الأكاذيب
- مايكل جي فوكس - The Michael J. Fox Show
- جيم بارسنز - نظرية الانفجار العظيم

2014: جيفري تامبور - Transparent
- لويس سيكيلي - Louie
- دون شيدل - House of Lies
- ريكي جيرفيه - Derek
- ويليام ميسي - Shameless

2015: غايل غارسيا برنال - Mozart in the Jungle
- عزيز أنصاري - Master of None
- روب لوو - The Grinder
- باتريك ستيوارت - Blunt Talk
- جيفري تامبور - Transparent

## وصلات خارجيّة
- الموقع الرسمي للجائزة.